# Dejan Školnik
Dejan Školnik (Maribor, 1. siječnja 1989.) je slovenski-hrvatski nogometaš koji trenutačno igra za slovački nogometni klub FC ViOn Zlaté Moravce. Igra na poziciji ofenzivnog veznog.
Školnik je karijeru počeo u Mariborskoj nogometnoj školi. Godine 2008. stiže u Maribor i potpisuje ugovor. U ljeto 2010. potpisuje za C.D. Nacional.